# Божевільні на стадіоні
Божевільні на стадіоні (англ. Crazy boys of the game / Stadium Nuts ) — французька комедія 1972 року режисера Клода Зіді .

## Сюжет
Четвірка (Жерар Рінальді, Жан Саррус, Жерар Філіпеллі, Жан-Гі Фехнер) у відпустці. Малий олімпійський вогонь пронесуть через їхнє село. Бакалійник (Поль Пребуа) кличе їх на допомогу в оздобленні села. На їхній роботі Жерар закохується в доньку бакалійника Деліс (Мартін Келлі). Однак вона тікає разом із спортсменом із полум'ям. Тоді четверо беруть участь у Малій Олімпіаді, щоб спробувати її повернути та спричинити хаос у процесі.

## Актори
- Жерар Рінальді - Жерар
- Жан Саррус - Жан
- Жерар Філіпеллі - філ
- Жан-Гі Фехнер - Жан-Гі
- Поль Пребуа - Жюль Лафугасс
- Мартін Келлі - Délice
- Жерар Кроче - Люсьєн
- Жак Сейлер - директор Велосипедистів
- Антуан
- Гай Люкс : самого себе
- Крістіан Фехнер : (не указано)

## Зовнішні посилання
- Божевільні на стадіоні на сайті IMDb (англ.)